# Carlo Annaratone
Carlo Annaratone (Torre Beretti, 1865 – Roma, 1932) è stato un medico italiano.
Trascorse moltissimi anni in Abissinia e raccolse le cronache delle sue avventure e la cultura di quel Paese nel libro In Abissinia (1914).